# 16 avril 1907
Le mardi 16 avril 1907 est le 106e jour de l'année 1907.

## Naissances
- Antonio Ortiz Mena (mort le 12 mars 2007), homme politique mexicain
- August Eigruber (mort le 28 mai 1947), politicien nazi autrichien et allemand, condamné pour crimes contre humanité
- Joseph-Armand Bombardier (mort le 18 février 1964), inventeur et entrepreneur québécois
- Martin Boddey (mort le 24 octobre 1975), acteur britannique
- Pierre Lazareff (mort le 21 avril 1972), journaliste, patron de presse et producteur d'émissions de télévision français
- Pujie (mort le 28 février 1994), membre de la famille impériale chinoise
- Serge Gorodetzky (mort le 27 février 1999), physicien français
- Wilhelm Dommes (mort le 23 janvier 1990), militaire allemand